# Eptesicus fuscus
Eptesicus fuscus é uma espécie de morcego da família Vespertilionidae. Ocorre do sul do Canadá através dos Estados Unidos da América, México (exceto a Península de Iucatã) e América Central ao norte da Colômbia, noroeste da Venezuela e norte do Brasil; Grandes Antilhas (Cuba, Jamaica, Hise Porto Rico); Bahamas; Dominica e Barbados (Antilhas Menores); e possivelmente no Alasca.